# Malissard
Malissard település Franciaországban, Drôme megyében. Lakosainak száma 3303 fő (2022. január 1.). Malissard Beaumont-lès-Valence, Chabeuil, Montvendre és Valence községekkel határos.

## Népesség
A település népességének változása:
| Lakosok száma | 1090 | 2011 | 2552 | 3121 | 3250 | 3211 | 3201 | 3207 | 3239 | 3303 |
|               | 1968 | 1982 | 1990 | 2006 | 2013 | 2015 | 2017 | 2019 | 2020 | 2022 |